# Муридке
Муридке (англ. Muridke) — город в провинции Пенджаб, Пакистан, расположен в округе Шейхупура. Население — 163 268 чел. (на 2010 год).

## Географическое положение
Город занимает стратегическое положение, здесь проходит междугороднее шоссе связывающее такие города как Лахор, Гуджранвала и Шейхупура.

## Транспорт
Город расположен на исторической дороге — Великом колёсном пути.

## Демография
| 1961  | 1972   | 1981   | 1998    | 2010    |
| ----- | ------ | ------ | ------- | ------- |
| 6 757 | 18 507 | 35 419 | 108 578 | 163 268 |